# SS-760K
SS-760K는 한국판 하푼 미사일인 해성 미사일의 터보제트 엔진이다.

## 역사
1990년부터 2002년까지 국방과학연구소와 삼성테크윈이 개발했다. 2020년 기준으로는 삼성테크윈이 한화그룹에 매각되어 한화에어로스페이스에서 생산한다.
SS-760K 터보제트 엔진의 최대추력은 1000 lbf (4.448 kN)이다. 외국과 비교하면, 미국 하푼 미사일은 텔레다인 CAE J402 터보제트 엔진을 사용한다. 최대추력 660 lbf (2.9 kN)이다. 토마호크 미사일은 윌리엄스 F107 터보제트 엔진을 사용한다. 최대추력 700 lbf (3.1 kN)이다.
- SS-760K,  대한민국, 해성 미사일, 최대추력 1000 lbf (4.448 kN)
- SS-760K 개량형,  대한민국, 현무-3, 최대추력 800 lbf (3.558 kN)
- 텔레다인 CAE J402,  미국, 하푼 미사일, 최대추력 660 lbf (2.9 kN)
- 윌리엄스 F107,  미국, 토마호크 미사일, AGM-86 ALCM, 재즘, 최대추력 700 lbf (3.1 kN)
- 윌리엄스 F112,  미국, AGM-129 ACM, 최대추력 732 Ibf (3.256 kN)
- 마이크로터보 TRI-40,  프랑스, 엑조세, 최대추력 800 lbf (3.6 kN)
- 마이크로터보 TRI-60,  프랑스, 스칼프 미사일, 최대추력 1281 lbf (5.7 kN)
- 윌리엄스 F122,  독일, 타우러스 미사일, 최대추력 900 Ibf (4.0 kN)
- R95TP-300,  러시아, Kh-55, 최대추력 400 kgf (3.92 kN)
- R95TP-300,  러시아, Kh-35, 최대추력 360 kgf (3.53 kN), 미국 하푼을 베꼈다고 하푼스키란 별명

## 한국형 중고도 무인기 개발사업
한국은 1050 lbf (4.67 kN) 추력의 SS-760K 터보제트 엔진을 기초로 하여, 5500 lbf (24.46 kN) 추력의 터보팬 엔진을 2013년부터 2018년까지 개발했으며, 이 엔진을 한국형 중고도 무인기 개발사업에 사용할 계획이다. 터보제트는 팬블레이드가 보다 고도화된 터보팬 엔진보다는 구식 기술이지만 제작비가 저렴하고 완성도를 높인 소형 터보제트 엔진은 연비도 괜찮은 편이다.
과거 제공호는 제네럴 일렉트릭 J85-GE-21 애프터버닝 터보제트 엔진을 2개 사용했다. 3,500 lbf (16 kN) 드라이 추력, 5,000 lbf (22 kN) 애프터버닝 추력이었다. 한국은 2018년까지 5500 lbf (24.46 kN) 드라이 추력의 터보팬 엔진을 국산화했다.
글로벌 호크는 롤스로이스 F137-RR-100 터보팬 엔진을 사용한다. 최대추력 7,600 lbf (34 kN)이다.
2020년 1월 30일, 오후 대전 국방과학연구소(ADD)에서 산업통상자원부와 방위사업청은 '미래 국방 무인기용 고성능 터보팬 엔진' 개발을 위한 업무협약(MOU)을 체결했다. 무인항공기 심장 역할을 하는 '터보펜 엔진'은 미사일기술통제체제(MTCR)에 따라 수출입이 엄격 통제되는 품목으로, 국방 전력 강화를 위해 독자 기술 확보가 절실하다. 두 부처는 올해부터 무인기용 터보팬 엔진 개발에 본격 착수, 2025년까지 예산 880억원을 집중 지원키로 했다. 산업부는 엔진에 소요되는 소재·부품 개발에 역량을 모으고 방사청은 엔진 전반의 설계·제작·시험평가 등에 힘을 합쳐 국산화에 속도를 낼 방침이다.
한국은 그동안 한국형 중고도 무인기 개발사업을 추진하면서, 터보프롭의 MQ-9 리퍼를 카피하기 위해 노력했다. 그러나 2020년 1월에는, 무인기용 터보팬을 만든다는데, 글로벌 호크를 국산화 하려는 것으로 추정된다.